# Ruske, Muncaci
Ruske (în ucraineană Руське) este un sat în comuna Rakoșîno din raionul Muncaci, regiunea Transcarpatia, Ucraina.

## Demografie
Componența lingvistică a localității Ruske
     Ucraineană (98,25%)
     Alte limbi (1,74%)
Conform recensământului din 2001, majoritatea populației localității Ruske era vorbitoare de ucraineană (98,25%), existând în minoritate și vorbitori de alte limbi.